# Natale Guido Frabboni
Natale Guido Frabboni, noto anche con lo pseudonimo di Mario (Parigi, 24 dicembre 1926 – San Pietro in Casale, 1994), è stato un pittore italiano.
Ha vissuto tutta la sua vita a San Pietro in Casale, nella provincia di Bologna, e, prima di morire, decise di donare al suo Comune tutto il proprio patrimonio, compresa la casa, parte di una ex barchessa ottocentesca, per dare vita a "una specie di museo". In ottemperanza alla sua volontà, il 13 dicembre 2003, è stato inaugurato il Museo Casa Frabboni.

## Biografia
Natale Guido Frabboni, dopo essere nato a Parigi nel 1926 da una coppia di migranti antifascisti, ha vissuto tutta la sua vita a San Pietro in Casale. Soprannominato Mario, è stato un importante pittore, con una ampia produzione di più di cinquecento quadri. Nella sua vita ha anche svolto attività di muratore, falegname e idraulico.
La prima attività espositiva di Frabboni nasce tardi, esattamente nel 1969 presso la Galleria Galvani di Bologna, anche se varie prove, abbozzi ed esperimenti nascono ben prima, in una sua fase di auto-formazione. Sempre nel 1969, egli si dedica ad una lunga serie di soggetti tratti dal Vangelo di Matteo, su sollecitazione della casa editrice Motta, intenzionata a dare alle stampe una nuova edizione dei Vangeli. Un solo anno dopo la sua prima esposizione, arrivano i primi premi, ovvero il Premio Argenta e soprattutto il XXIII Premio Suzzara, uno dei più seguiti in Italia. Tra i membri della giuria quell'anno si annoveravano Severo Pozzati, Raffaele De Grada, Mario De Micheli, Dino Villani, Carlo Munari, Ettore Gianferrari e Franco Solmi. Con quest'ultimo, in particolare, inizia un importante sodalizio, cha andrà ad avere una influenza sulla modalità di pittura di Natale Guido, e da cui nascerà un collettivo con il nome di "Immagini Alternative".
Nel 1971, Frabboni scrive un testo circa il compito dell'artista, che viene presentato alla Galleria delle Moline di Bologna. In particolare egli scrive, «Compito dell'artista sembra essere quello di intervenire con i suoi mezzi specifici nel dibattito sulla sorte dell'uomo in questa società; di prendere atto dei condizionamenti a cui, a tutti i livelli, viene sottoposto; di documentare, insomma, una situazione che pone problemi di fondo a chiunque non sia indifferente al mondi in cui vive.»
La prima mostra di Frabboni nel suo paese di San Pietro in Casale avviene nel 1972. Nell'ottobre del 1972, Franco Farini ospita al Palazzo dei Diamanti di Ferrara la mostra Tre proposte di Immagini Alternative Amadori - Frabboni. Tra il 1950 e il 1955, egli si impegna in varie mostre, inoltre nel 1971 partecipa nuovamente al Premio Suzzara e alla IX Biennale d'Arte Sacra dell'Antoniano di Bologna. Nel 1975, arriva un'altra importante mostra presso la Galleria San Vitale di Bologna.
L'ultima esposizione a San Pietro in Casale avverrà nel 1990, quattro anni prima della sua morte.
Frabboni è stato anche un uomo impegnato nella politica e nel sociale. Egli ha lavorato in un ufficio di collocamento, è stato sindacalista, interessato al partito Socialdemocratico, con un passato da giovanissimo partigiano. Tra le altre cose, Natale Guido Frabboni era Cavaliere della Repubblica.
Natale Guido Frabboni è stato sposato con Ivana Cesari, conosciuta come Ivonne, alla quale ha lasciato istruzione circa la costruzione del Museo Casa Frabboni.

## Museo Casa Frabboni
Natale Guido Frabboni costruisce la sua casa in quella che era la barchessa nord di una villa-feudo arricchita da esedre, grotte e grandi alberi. Egli costruisce sul già costruito utilizzando polistirolo, eternit e cartongesso e crea una casa su due piani con un atelier nel sottotetto.
In seguito alla morte di Natale Guido Frabboni e della moglie Ivana Cesari, la casa è diventata un museo chiamato Museo Casa Frabboni, proprietà del Comune di San Pietro in Casale.

## Alcune opere
- Serie Il Vangelo secondo Matteo (1969 circa)
- L'eremita (1969 circa)
- Veduta dalla finestra (1970 circa)
- Le tre vie dell'ordine (1970)
- Realtà numero 3 (1970)
- Produttività artistica (1971)
- L'oggetto (1971)
- Handicap (1971)
- Attico e oracolo (1971)
- Fantasia (1971)
- Cosmo, realtà, fantasia (1971)
- Accettazione passiva (1972)
- L'antenato (1972)
- Agonia (1973)
- Fine volontaria (1973)
- Arredamento (1973)
- Irene (1973)
- Condizione (1973)
- Strumento al museo (1974)
- Autoritratto (1974)
- Il paese (1980 circa)